# Хлорофіцієві
Хлорофіцієві (Chlorophyceae) — клас зелених водоростей (Chlorophyta).
Нараховує близько 4 тис. видів водоростей, що мають одноклітинну, багатоклітинну чи неклітинну будову.

## Будова
Chlorophyceae представляє лінію зелених водоростей, у межах якої цитокінез відбувається за участю фікопласта, а джгутикова коренева система є хрестоподібною з супротивно розташованими або зміщеними за годинниковою стрілкою базальними тілами. Спільна риса всіх хлорофіцієвих — закритий мітоз та колапсуюче веретено поділу.
Склад пігментів та продуктів асиміляції є типовим для зелених водоростей в цілому (хлорофіли a та b, всі типи каротинів, ксантофіли лютеїнового ряду, крохмаль як основний продукт асиміляції). Представники класу різноманітні за будовою джгутикового апарату, мітозом, морфологією, розмноженням, життєвими циклами.[джерело?]

## Класифікація
Історично застосовувалося кілька систем класифікації зелених водоростей: 
- класичні морфолого-онтогенетичні — в основу поділу було покладено тип статевого процесу, наявність або відсутність джгутикових стадій в онтогенезі, будову статевих органів. Поділ класів на порядки проводили, в першу чергу, за типами морфологічної структури тіла. Клас поділяли на 11 порядків.
- цитологічні — електронно-мікроскопічні дослідження 1970-х років показали велику різноманітність ультраструктурних ознак, таксономічна вага яких лишалась проблематичною. У системі за цими ознаками різні дослідники продовжували виділяти клас Chlorophyceae.
- молекулярно-філогенетичні — методи почали застосовувати у другій половині 1980-х років, на початку 90-х років. Численні варіанти побудови молекулярно-філогенетичних дерев та оцінки їх інформативності показали гетерогенність традиційного класу Chlorophyceae, хоча обсяг класу став ширшим (порівняно з традиційним), і виявили його філогенетичний зв'язок із вищими рослинами.

Наприкінці 1990-х років молекулярно-філогенетичні реконструкції підтвердили високу філогенетичну вагу таких цитологічних ознак, як будова джгутикового апарату, особливості мітозу та цитокінезу. У межах класу Chlorophyceae окреслили три великі групи:
1. одноклітинні, багатоклітинні та неклітинні водорості, у яких базальні тіла джгутиків зміщені за годинниковою стрілкою і мають орієнтацію 1-7. Група базальна, включає шість порядків: 
  - Volvocales (=Chlamydomonadales)
  - Tetrasporales(інші мови) (парафілетичний)
  - Chlorococcales (парафілетичний)
  - Cylindrocapsales
  - Chaetophorales(інші мови)
  - Sphaeropleales(інші мови)
2. одноклітинні, виключно кокоїдні водорості з тенденцією переходу до ценобіального плану будови, у яких базальні тіла не зміщені і мають орієнтацію 12-6:
  - порядок Scenedesmales — за класичною системою групу включали до Chlorococcales, проте молекулярні дані засвідчили про філогенетичну відокремленість сценедесмальних і монофілетичність цієї групи;
3. нитчасті та гетеротрихальні водорості, у яких базальні тіла з'єднані фіброзним кільцем, через що монадні стадії стефаноконтні:
  - порядок Oedogoniales(інші мови) — монофілетичний, відповідає класичному порядку.

## Поширення та середовище існування
Хлорофіцієві мешкають переважно у прісних континентальних водоймах, рідше зустрічаються у наземних біотопах.